# Гордон, Илья Зиновьевич
Илья́ Зиновьевич Гордон (идиш אלי גאָרדאָן‎ — Эле Гордон; 2 [15] декабря 1907, Зеленополь, Екатеринославская губерния — 28 февраля 1989, Москва) — еврейский советский писатель, военный корреспондент, политработник.

## Биография
Родился 2 (15) декабря 1907 года в крестьянской семье в еврейской земледельческой колонии Зеленополь Екатеринославской губернии (в советское время Ново-Златопольский район Запорожской области Украины). В 1920 году осиротел, воспитывался в детском доме в городе Бердянск.
В 1923—1924 гг. обучался в профтехшколе металлистов в городе Екатеринослав.
В 1924—1925 годах работал воспитателем в детском доме в еврейской земледельческой колонии Ингулец Криворожского округа.
В 1927 году по окончании рабфака в Одессе поступил на литературный факультет 2-го МГУ, который окончил в 1931 году.
Первую повесть «Вилдгроз» (Бурьян, в варианте перевода на русский язык «В степи»), опубликовал в харьковском журнале «Ди ройтэ вэлт». В 1930 году были опубликованы две первые книги И. Гордона «Бурьян» и «На зеленой ниве» на идише и первая книга «Бурьян» в переводе на русский язык. 
В 1931—1932 гг. работал заведующим литературной частью Межрайонного колхозного театра в Днепропетровской области. 
В 1932—1934 гг. обучался в аспирантуре МГПИ им. В. И. Ленина, по окончании которой два года работал доцентом Минского Пединститута им. А. М. Горького. 
Член Союза писателей с 1934.
С 1936 года целиком перешёл на литературную работу.
В 1935 году вышла в свет его книга «Рассказы и новеллы» и роман «Ингул Бояр», который в том же году опубликован в издательстве «Художественная литература» в переводе на русский язык. В 1938 году почти одновременно на идише и в переводе на русский язык опубликована книга «Три брата».
В начале 1942 года добровольцем ушёл на фронт. В 1943 году был аттестован как политработник и из миномётной бригады переведён во вновь созданную 4-ю Гвардейскую артиллерийскую дивизию Резерва Главного Командования в качестве литсотрудника газеты «За победу» (позже переименованной в газету «Советский артиллерист». В годы войны подготовил и выпустил более 2500 материалов: репортажей, очерков, листовок. В окопах вёл занятия литературного кружка, из которого вышло несколько профессиональных писателей.
C 1957 года жил в Москве на улице Черняховской в доме 4, в ЖСК Московский Писатель.
Умер 28 февраля 1989 года.

## Творчество
Одним из первых обратился к тематике евреев-земледельцев, почти не встречавшейся в дореволюционной еврейской литературе. В предисловии к одной из своих книг следующими словами пишет о героях своих произведений: «Своеобразный быт, среда и условия жизни создали какого-то другого, не обычного еврея — „еврейского мужика“, как его называли в буржуазной еврейской литературе, умилявшейся по поводу того, что и среди евреев можно встретить физически крепкого человека».
О первом произведении писателя, написанном им в возрасте 19 лет, известный критик И. Добрушин писал: «Повесть Э. Гордона „Бурьян“ — наше первое художественное произведение послевоенной прозы о развивающейся колхозной действительности. Повесть написана сильно и сочно с органическим знанием и проникновением в изображенную действительность». 

Высокую оценку критики получило также и следующее созданное 21-летним Э. Гордоном произведение, о котором профессор И Нусинов писал: «Такая его новелла, как „Ливень“, где он дает тоску крестьянина, который неделями ждет дождя, и его радость, что земля наполнилась влагой, могла бы сделать честь крупному, вполне сложившемуся мастеру».
В своих ранних произведениях: повестях «Бурьян», «Три брата» новелле «Ливень», романе «Ингул-Бояр» и ряде рассказов с большой художественной силой раскрывает быт, обычаи и психологию еврейских крестьян и описывает социальные процессы развития еврейской деревни.
После войны писатель продолжил работу над повестью «Три брата», которая после добавления трех новых частей трансформировался в одноимённый роман. Тема Великой Отечественной войны и участие в ней евреев нашла отражение в повести «Мать генерала» Описанию трудностей послевоенного устройства жизни евреев-крестьян, вернувшихся в родные края после полного уничтожения гитлеровцами еврейских сельскохозяйственных поселений, посвящены повесть «Вначале их было двое» и ряд рассказов. Заметное место в творчестве писателя занимают его документально-художественные романы «Под жарким солнцем» и «Маяки», которые посвящены описанию жизни и деятельности руководителя агроиндустриального комплекса «Дружба народов» Героя Социалистического труда И. А. Егудина и его сподвижников, которые, изобретательно и умело преодолевая препоны административно-командной системы советского периода, создали образцовое хозяйство, неизменно добивающееся выдающихся результатов.
Эти произведения Ильи Гордона, изданные как на идише, так и в переводе на русский язык, получили высокую оценку критики в ведущих литературно-художественных журналах и газетах страны таких, как «Новый мир». «Октябрь», «Дружба народов», «Литературная газета», «Литературная Россия».
Автор 11 книг на идише и 12 книг, изданных в переводе на русский язык.

## Награды
- Награждён боевыми наградами: дважды Орденом Красной Звезды (1943, 1945), Орденом Отечественной войны П степени (1985) и многими боевыми медалями.
- За заслуги в развитии литературы награждён в 1984 году орденом «Трудового Красного Знамени».

### Проза
На языке идиш:
- Вилдгроз (Бурьян), Центриздат, Харьков, 1930 г.
- Аф гринэр эрд (На зеленной ниве), Центриздат, Харьков, 1930 г.; Эмес, М., 1932 г.
- Ибэруф фун стэпэс (Перекличка степей), Эмес, М., 1932 г.
- Ингул-Бояр, Эмес, М., 1935 г.
- Драй бридэр (Три брата), Эмес, М., 1938 г.
- Дэрцэйлунгэн ун новэлн (рассказы и новеллы), Эмес, М., 1939 г.
- Балойнтэ (Награждённые), Эмес, М, 1940 г.
- Дэр гройсэр бавайз (Великий показ), Киев-Львов, 1941 г.
- Ин эйгэнэ кантн (В родных краях), Советский писатель, М., 1969 г.
- Унтэр дэр hэйсэр зун (Под жарким солнцем), Советский писатель, 1978 г.
- Лайхт-турэмс (Маяки), Советский писатель, 1989 г.

На русском языке:
- Бурьян. Художественная литература, М., 1930 г.
- Так возрождается степь. Центральное правление ОЗЕТ, М., 1930 г.
- Ингул-Бояр: Кн. 1.Художественная литература, М., 1935 г.
- Повести и рассказы. Советский писатель, М., 1957 г.
- Три брата (повесть и рассказы). Художественная литература, М., 1962 г.
- В начале их было двое (повести и рассказы). Советский писатель, М., 1965 г.
- Вчера и сегодня. Советский писатель, М., 1972 г.
- Три брата (роман, повесть). Художественная литература, М., 1975 г.
- Под жарким солнцем (роман). Советский писатель, М., 1981, 1986 гг.
- Просторы (повести, рассказы. Советский писатель, М., 1982 г.[1]
- Избранное, Художественная литература, 1983 г.

### Драматургия
- Колхозная сцена: Пьеса. Эмес, М., 1932 г.
- На дороге: Пьеса (в соавторстве с И. Черневым). РГАЛИ (рукопись), М. 1950 г.
- Родня Андрея Дорохина: Пьеса (в соавторстве с И. Черневым). РГАЛИ (рукопись), М., 1951 г.